# تيقزيرت
تيقزيرت (أي تيڤزيرت، ثيڤزيرث، تقزيرت، تڤزيرت، تيڨزيرث) مدينة سياحية في ولاية تيزي وزو في الجزائر على شاطئ البحر الأبيض المتوسط بين مدينتي دلّس وأزفون. وتحتوي على شواطئ رائعة وميناء تيقزيرت وآثار رومان كثيرة و هي معروفة أيضا ب جزيرة_تيقزيرت.

## التسمية
اسمها ينطق «ثِگْزِرْث» أو «تِگْزِرْتْ»، وتعني «جزيرة» بالأمازيغية. وكان اسمها في عصر الرومان «ايومنيوم» (Iomnium)، اسم فينيقي، فمعنى «إي» هي «جزيرة» بالفينيقية.

## جغرافيا

### مناخ
تتمتع تيجزيرت سور مير بمناخ البحر الأبيض المتوسط المعتدل مع صيف حار وجاف (Csa) وفقا لتصنيف كوبن جيجر. على مدار العام، يبلغ متوسط درجة الحرارة في تيجزيرت 18.5 درجة مئوية ويبلغ متوسط هطول الأمطار 720.1 ملم.
| البيانات المناخية لـ{{{location}}} | البيانات المناخية لـ{{{location}}} | البيانات المناخية لـ{{{location}}} | البيانات المناخية لـ{{{location}}} | البيانات المناخية لـ{{{location}}} | البيانات المناخية لـ{{{location}}} | البيانات المناخية لـ{{{location}}} | البيانات المناخية لـ{{{location}}} | البيانات المناخية لـ{{{location}}} | البيانات المناخية لـ{{{location}}} | البيانات المناخية لـ{{{location}}} | البيانات المناخية لـ{{{location}}} | البيانات المناخية لـ{{{location}}} | البيانات المناخية لـ{{{location}}} |
| الشهر                              | يناير                              | فبراير                             | مارس                               | أبريل                              | مايو                               | يونيو                              | يوليو                              | أغسطس                              | سبتمبر                             | أكتوبر                             | نوفمبر                             | ديسمبر                             | المعدل السنوي                      |
| ---------------------------------- | ---------------------------------- | ---------------------------------- | ---------------------------------- | ---------------------------------- | ---------------------------------- | ---------------------------------- | ---------------------------------- | ---------------------------------- | ---------------------------------- | ---------------------------------- | ---------------------------------- | ---------------------------------- | ---------------------------------- |
| [بحاجة لمصدر]                      |                                    |                                    |                                    |                                    |                                    |                                    |                                    |                                    |                                    |                                    |                                    |                                    |                                    |

## تاريخ

### العهد الفينيقي

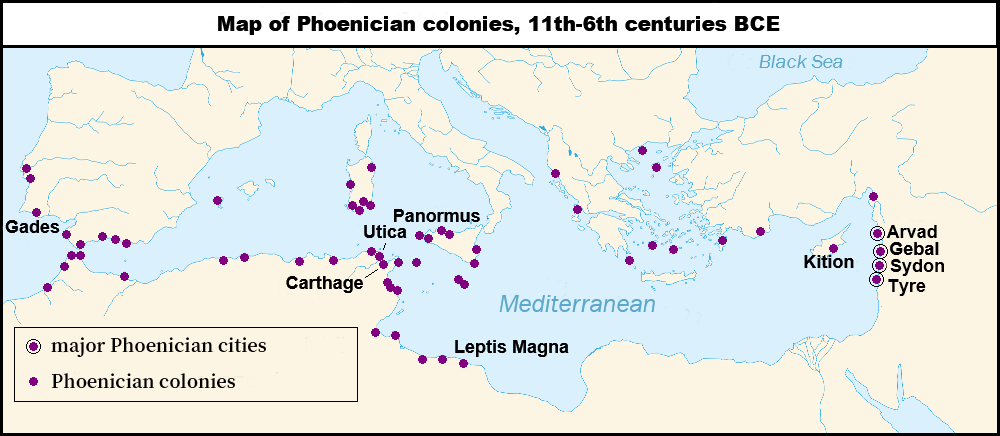

تم اختيار الموقع الحالي لتيجزيرت من قبل الفينيقيين لإنشاء ميناء روسوكورو الذي كانت مدينته الصغيرة محاطة بقلعة. وكان هذا الميناء جزءا من المنشآت البونيقية التي أقامها القرطاجيون على طول السواحل التي تفصل بينها يوما ما، واختاروها لشواطئها ذات الانحدار الخفيف المناسبة لرسو مراكبهم. المنشآت المحيطة بروسوكورو هي أزفون (روزاسوس سابقًا، ثم بورت جيدون) الواقعة على بعد 25 كم، ودلس (سيسي) 3،4، 20 كم إلى الغرب.
تشهد بعض بقايا المسلات البونيقية على وجود مزارين مخصصين لبعل، أحدهما في تجزيرت نفسها والآخر في تقصبت، على بعد خمسة كيلومترات.

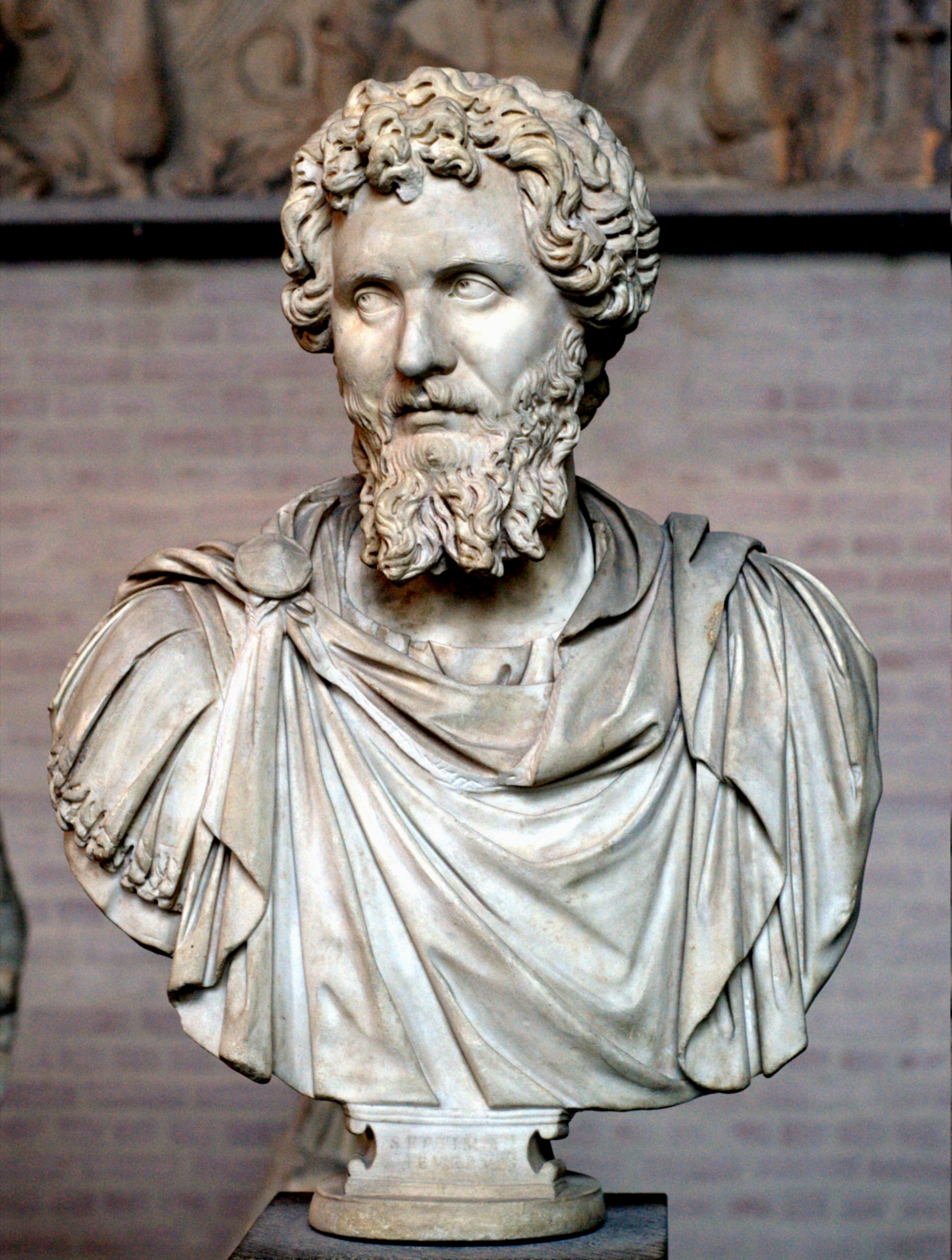
سبتيميوس سيفيريوس

يعتقد أن مدينة إيومنيوم قد بنيت بين عامي 147 و145 قبل الميلاد في ذلك الوقت، كانت المدينة تتكون فقط من ميناء صغير جدًا وثكنة.

### العهد الروماني
في القرن الثالث، عهد الإمبراطور الروماني سيبتيموس سيفيروس، إلى يوليوس فيليكس أحد وجهاء مدينة دلس الحالية بالإنشاءات المرتبطة بتوسيع المدينة والتي بدأت ببناء معبد، مما يجعل المدينة جذابة

### عهد الإستعمار الفرنسي
في عام 1880 تقرر إنشاء قرية في تيقزيرت على موقع المدينة الرومانية التي تغطي آثارها المبعثرة هضبة صغيرة مطلة على البحر، مقابل هذه الهضبة توجد جزيرة صغيرة ستصبح شعار القرية التي ستحمل اسمها. تيقزيرت سور مير.

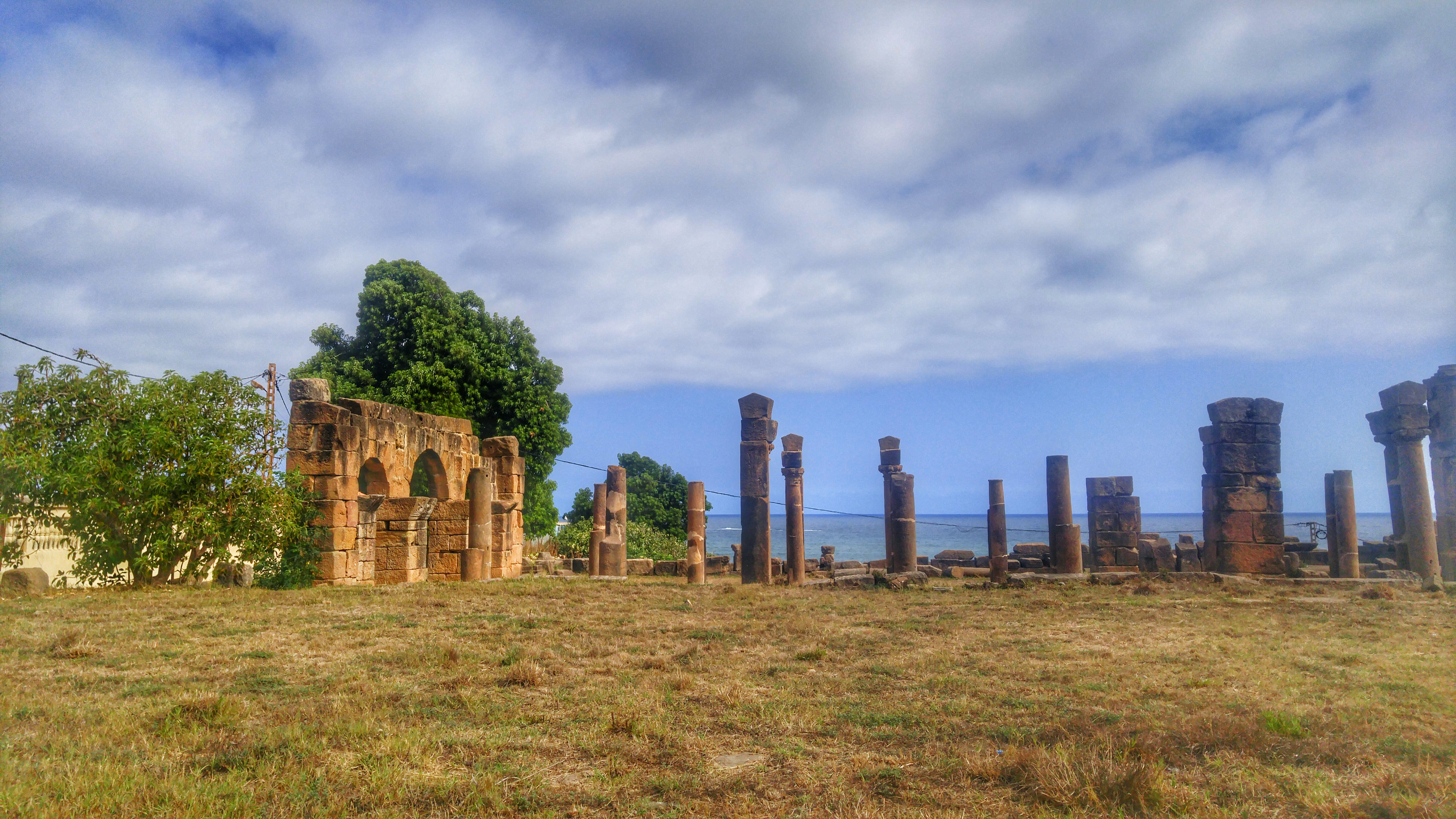
آثار تيقزيرت

تم رسم القرية الجديدة وسط الآثار، وتم دفع الحجارة جانبًا لرسم الشوارع، واستخدم السكان الأوائل هذه الكتل في بناء المنازل الأولى استوطن هناك حوالي خمسين مستوطناً في هذا الوقت، وستكون لديهم مساحة زراعية تبلغ 600 هآ لا تزال غير مزروعة. السنوات الأولى ستكون دقيقة بالنسبة لمستوطني تيقزيرت بسبب غياب مسارات البغال للذهاب إلى المزارع، كما أنهم يعانون من تنمر مستوطني دلس الذين ينظرون بشكل قاتم إلى مظهر المركز الذي يمكن أن يصبح منافس محلي للشركات في منطقة القبائل. في ذلك الوقت، كانت تيجزيرت معزولة عمليا وكان الاتصال مع دلس صعبا بسبب طريق ساحلي بالكاد يمكن عبوره يبلغ طوله 25 كم ويربطها بمحاذاة البحر

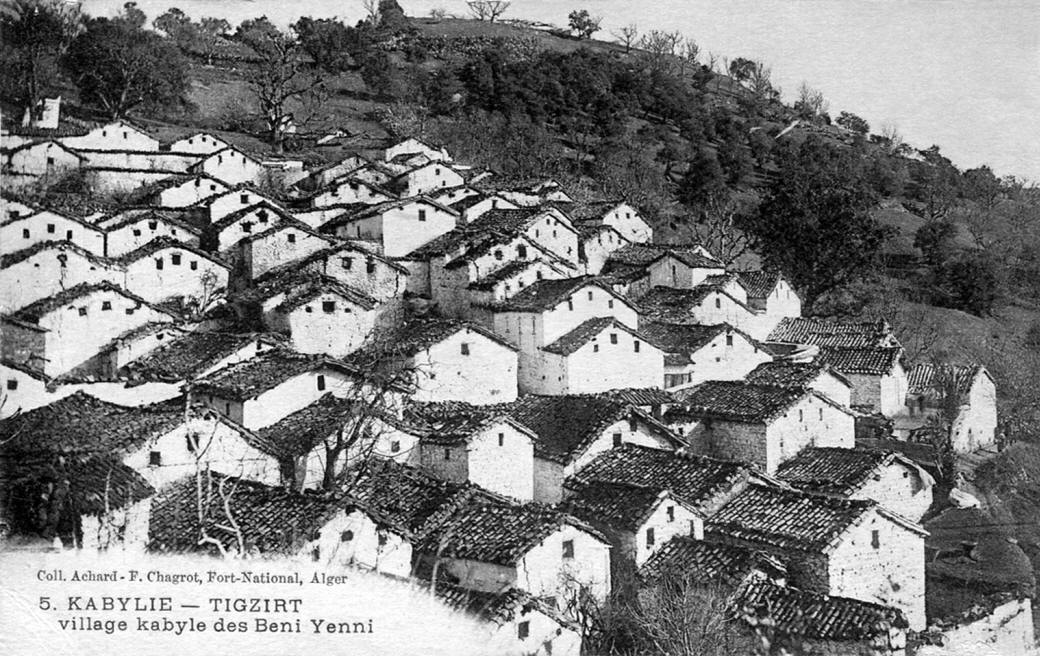
قرية تيغزيرت

خلال هذه الفترة، قررت السلطات الفرنسية إحصاء الرفات، وبدأت الحفريات الأولى في عام 1886  في تيجزيرت وفي تكسبت، وهي قرية مجاورة، من قبلPallu de Lesser بالو دي ليسير وبورلييهBourlier وبيير جافولت., Pierre Gavault. كان بيير جافولت، المفتش المعماري لمباني مديريات الجزائر العاصمة، هو الذي كان مسؤولا بشكل رئيسي عن إجراء التنقيبات والبحث في أنقاض تيجزيرت وكذلك إعادة بناء مخطط الكنيسة البيزنطية الكبرى التي، في وقت اكتشافها من قبل الفرنسية هي مجرد فوضى الكتل. توفي قبل الأوان في أكتوبر 1895، وقام ستيفان كزيل، بتدوين ملاحظاته ورسوماته، بوضع مذكراته التي كانت على وشك الانتهاء ونشرها في عام 1895 في نشرة مكتبة الآثار الأفريقية، ثم قدم الخطة التي وضعها جافولت و حصر آثار تيقزيرت وتاكسبت. في السنوات التي أعقبت الحرب العالمية الأولى، تم إعادة العمود والواجهة والبقايا الأخرى إلى وضع مستقيم وفقًا للمخططات التي أعاد بيير جافولت بناؤها.
تتطور القرية الأوروبية، وسيتم بناء مدرسة عند مدخل القرية، بالإضافة إلى مبنى البلدية ومكتب بريد وكنيسة (دمرت الآن) ومركز شرطة وميناء صغير به كوخين للصيادين عند سفحها. شبه الجزيرة والعديد من المنازل. تم الانتهاء من تطوير وتركيب قرية تيجزيرت سور مير الجديدة حوالي عام 1900. ومنذ ذلك الحين، ظهرت تيجزيرت بالفعل كمكان مثالي لقضاء العطلات يعتمد على السياحة. أقام عدد قليل من التجار متاجر، وفتحت الفنادق لاستيعاب أعداد متزايدة من زوار الصيف القادمين من تيزي وزو بشكل عام، لكن تيجزيرت احتفظت بمظهرها منذ القرن الماضي حتى ما بعد الحرب العالمية الثانية،

## المواصلات
- الطريق الوطني رقم 24
- الطريق الوطني رقم 71
- الطريق الوطني رقم 72

## الإدارة
مركز سكاني أنشئ بالقرب من الآثار الرومانية عام 1881، عاصمة بلدية مزرانا المختلطة عام 1899أصبحت مقرا لبلدية شرفا مزرانا، أحدثت بموجب مرسوم 8 نوفمبر 1956.

## معرض صور

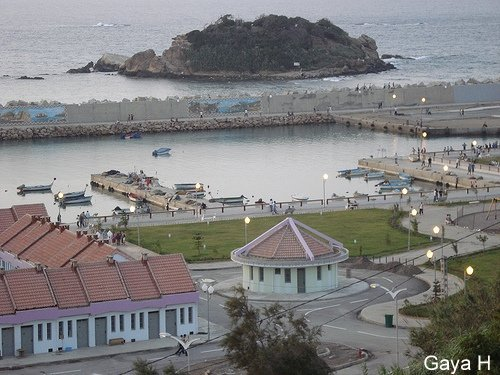
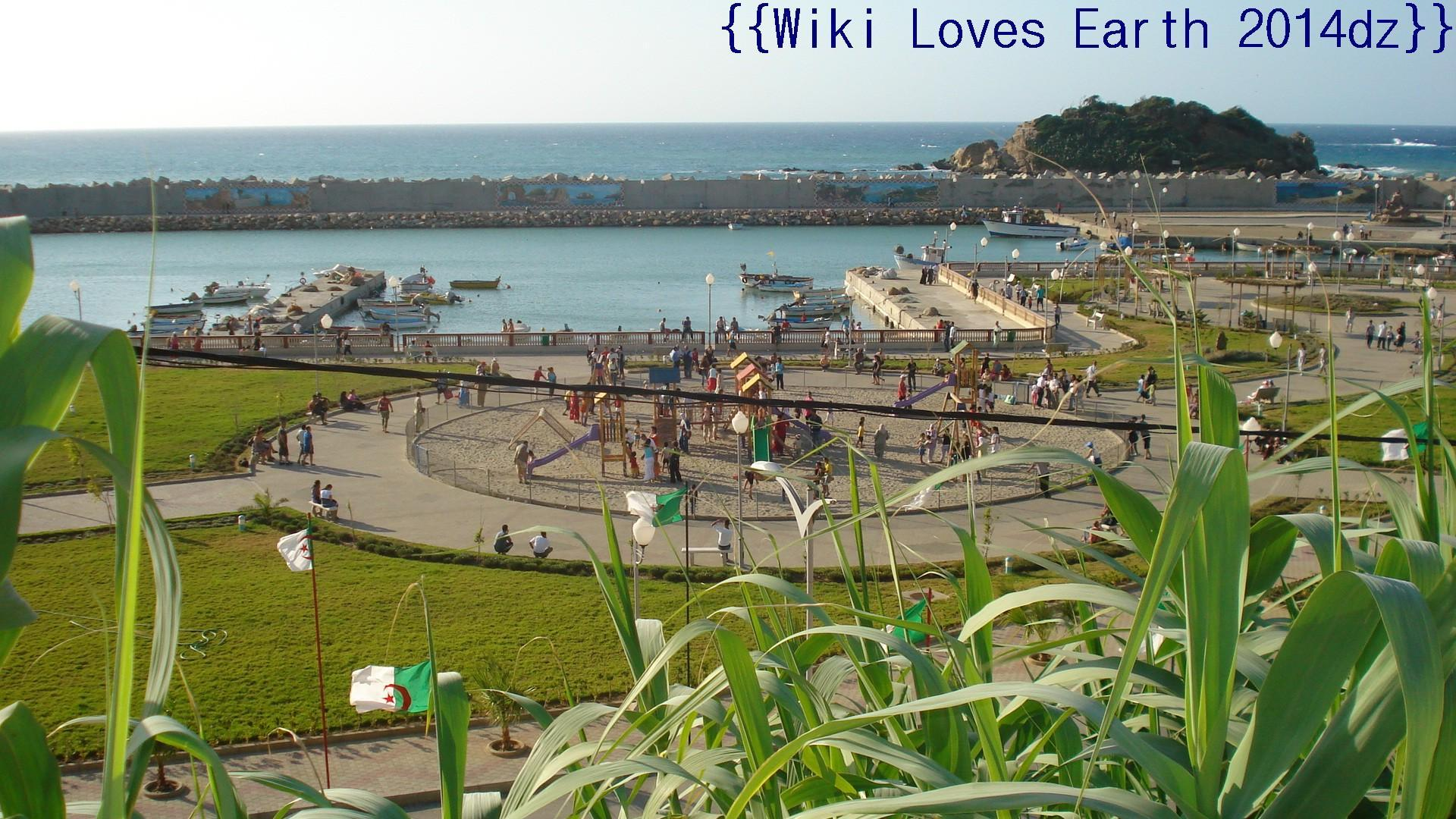
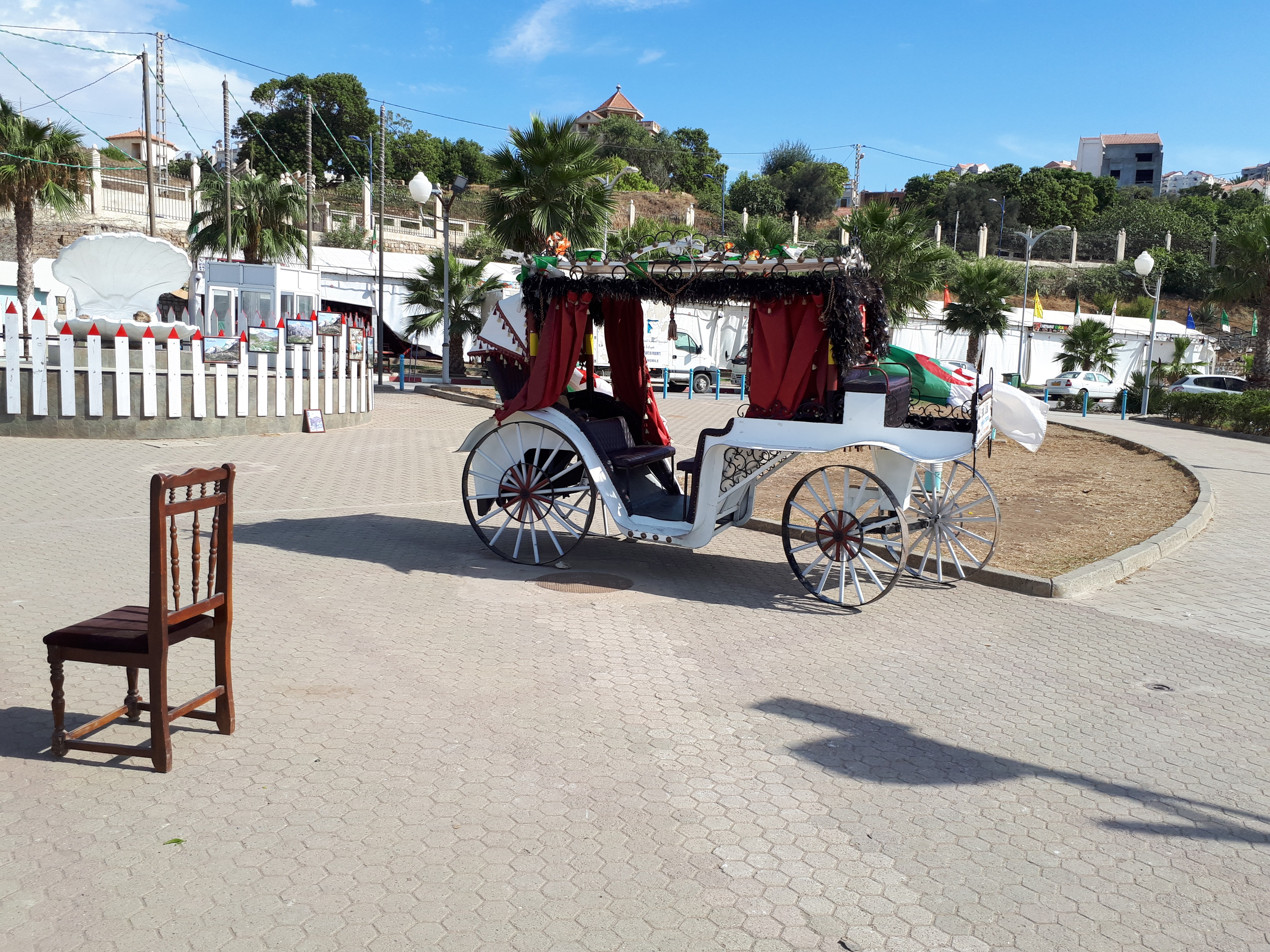
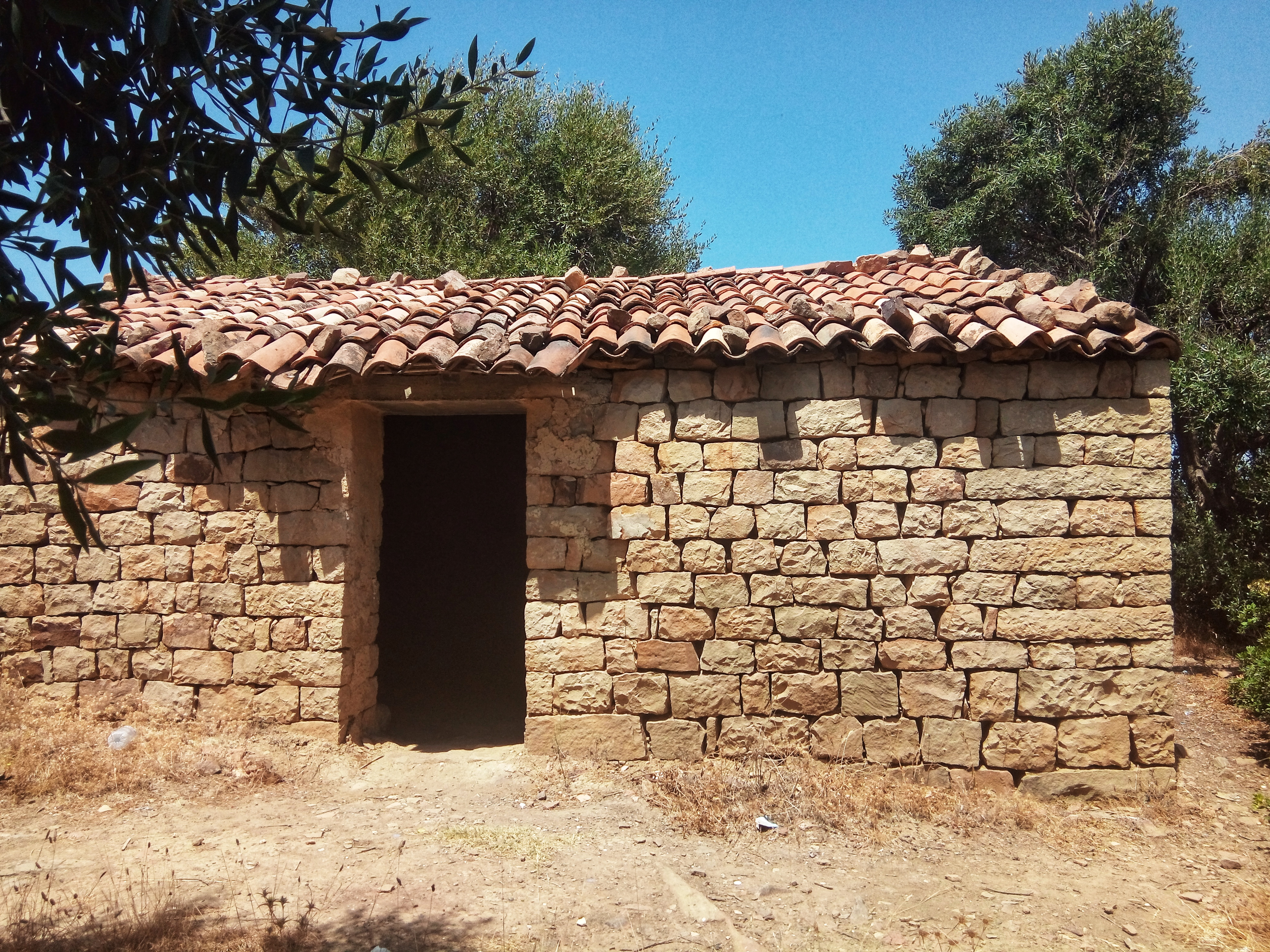
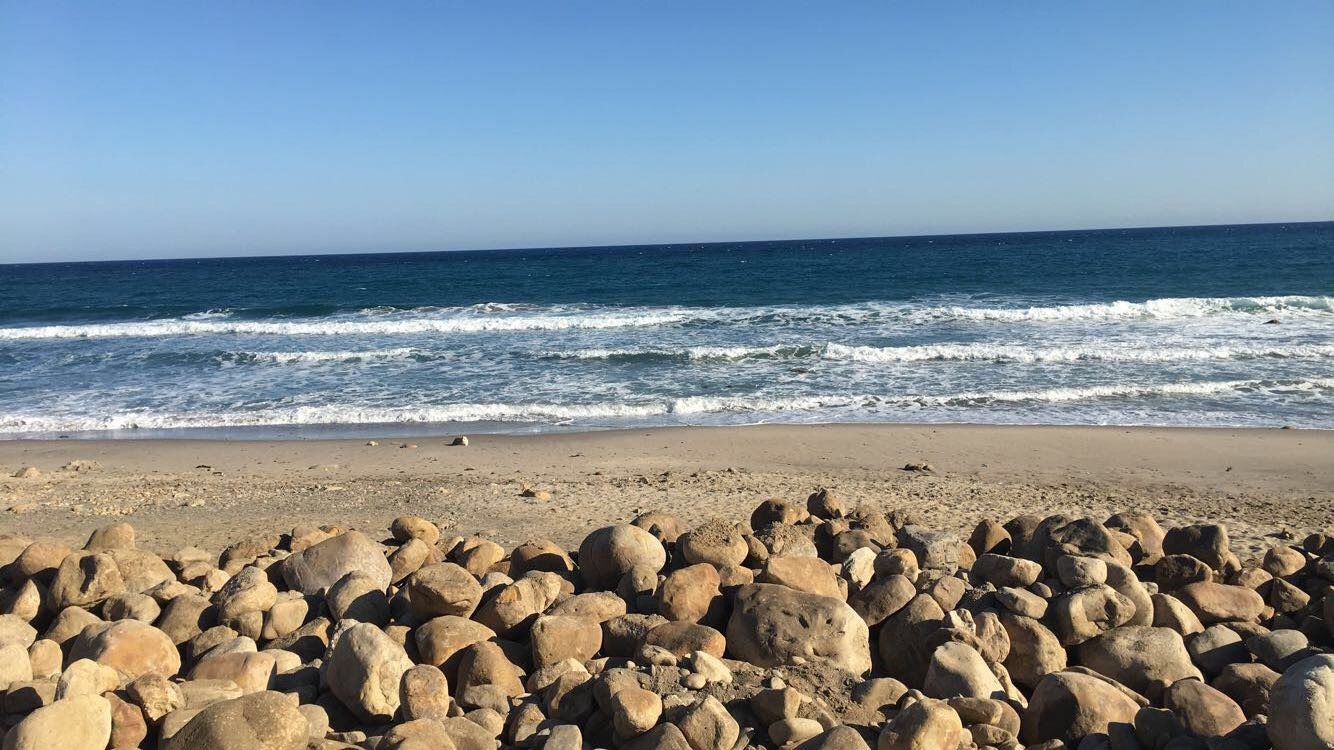
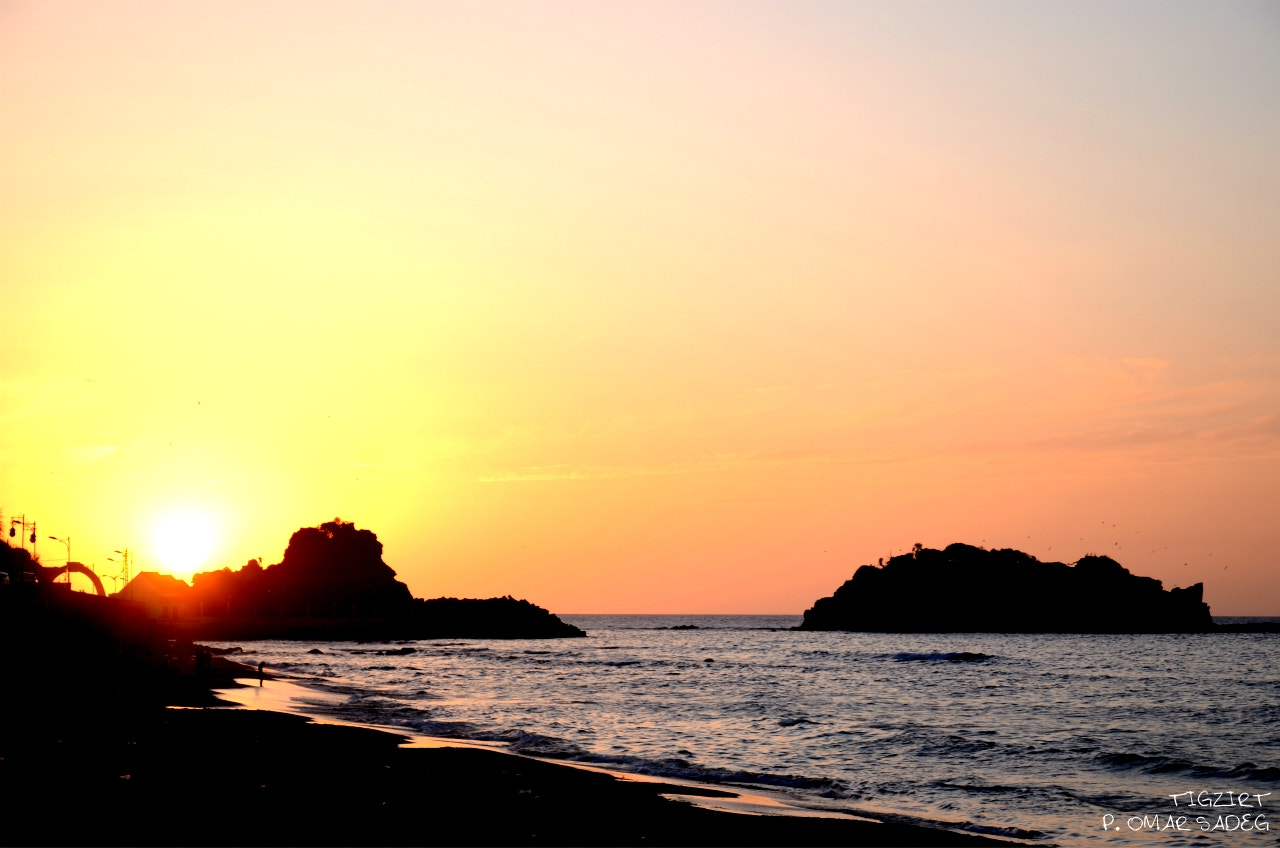

## مواضيع ذات صلة
- بلديات ولاية تيزي وزو
- دوائر ولاية تيزي وزو